# Jonny Duddle
Jonny Duddle és un il·lustrador i escriptor de literatura juvenil gal·lès.
Va començar com dibuixant de personatges per videojocs. Mentrestant va crear The Pirate Cruncher (2009), un monstre marítim i personatge d'una sèrie de llibres dels quals va realitzar el text i les il·lustracions. Va ser traduït al català com L'Enfonsa Pirates per Bernat Cussó i publicat el 2018 per les edicions del Pirata. El llibre següent The Pirates Next Door el 2012 va guanyar el Premi Waterstone al millor llibre infantil i un altre premi al millor llibre il·lustrat. Va ser traduït als català com Els meus veïns pirates. Segons una dels jurats, «el llibre és ple de facècia anarquíca i fantasia, tal com li agrada a la canalla en un llibre il·lustrat.»
Va col·laborar per dissenyar els personatges de la pel·lícula d'animació stop-motion The Pirates! In an Adventure with Scientists! de l'estudi Aardman.
Graddiodd Duddle o'r Coleg Celf Brenhinol ym 1990, ymddangosodd ei waith yn Time, Yoga Journal, a chyhoeddiadau eraill. col·laborar per dissenyar els personatges de la pel·lícula d'animació stop-motion The Pirates! In an Adventure with Scientists! de l'estudi Aardman.
El 2014, l'editorial Bloomsburry el va encarregar amb el disseny de les portades i il·lustracions d'una nova edició de la sèrie Harry Potter.